# Culex incognitus
Culex incognitus är en tvåvingeart som beskrevs av Francisco E. Baisas 1938. Culex incognitus ingår i släktet Culex och familjen stickmyggor. Inga underarter finns listade i Catalogue of Life.